# Hochwuchs
Hochwuchs oder Großwuchs (Makrosomie) ist (ebenso wie Riesenwuchs) eine Bezeichnung für
1. die Tatsache, dass der Körper eines Menschen vergleichsweise lang ist (Hochwuchs als Einteilungskriterium).
2. Hochwuchs, der durch eine Krankheit verursacht wurde (Hochwuchs als Symptom).
3. eine Krankheit, die Hochwuchs zur Folge hat oder haben kann (Hochwuchs als Krankheit).

Hochwuchs bezeichnet nicht die Zunahme der durchschnittlichen Körpergröße einer Bevölkerung.
Eine gebräuchliche Definition für Hochwuchs ist, dass – getrennt nach Geschlecht – die 3 % der Bevölkerung mit der größten Körperlänge hochwüchsig sind. Eine Teilmenge des Hochwuchses ist der Riesenwuchs. Eine entsprechende Bezeichnung für vergleichsweise geringe Körperlängen ist der Kleinwuchs.

## Definition
Die Begriffe Hochwuchs (2) und Hochwuchs (3) basieren auf der Definition für Hochwuchs (1). Dieser wird generell für die Tatsache verwendet, dass ein Mensch innerhalb seines Geschlechts und der aktuellen Bevölkerung zu den 3 % mit der größten Körperlänge gehört (vgl. 97-%-Perzentil). Für Mitteleuropa sind das (Stand: 2003) Frauen ab einer Körperlänge von 180 cm und Männer ab einer Körperlänge von 192 cm. Häufig wird der Begriff zusätzlich auf Menschen gleichen Alters eingeschränkt. Durch den Bezug auf die aktuelle Bevölkerung sind die absoluten Grenzen für den Hochwuchs veränderlich und zwischen den Ethnien verschieden.
In der Literatur ist auch die falsche Definition „verstärktes Längenwachstum“ anzutreffen. Der Hochwuchs (1) definiert sich jedoch nicht über das Wachstum (also die Zunahme der Körperlänge pro Zeit), sondern über die Körperlänge.

## Gesellschaftliche Bedeutung

### Barrierefreiheit
Zahlreiche Maße von Gegenständen und Bauwerken berücksichtigen lediglich die mittlere Körpergröße der Bevölkerung, nicht aber die von Hochwüchsigen. Besonders problematisch können z. B.
- Sitze in Sitzreihen und Fahrzeugen
- Kleidung
- Möbel, Hotelbetten
- Durchgänge
- Münztelefone, Bank- und Fahrkartenautomaten
- Schilder, Lampen, Gerüste
- Werkzeuge und Arbeitsplätze

sein. Hier herrscht häufig noch keine Barrierefreiheit.
Ein Zusammenschluss Hochwüchsiger, der sich unter anderem dieser Problematik annimmt, ist der Klub langer Menschen.

### Diskriminierung
Der Begriff Hochwuchs ist so definiert, dass er von Natur aus eine Besonderheit (Anomalie, Abnormität, Normabweichung, Unregelmäßigkeiten) darstellt. Sachlich richtig sind daher Ausdrücke wie besonders lang, besonders groß, sofern sie im Sachzusammenhang gebraucht werden. Diskriminierend, weil negativ wertend oder gar beschuldigend, sind aber Ausdrücke, wie zu lang, zu groß, überlang oder übergroß, außer wenn eine passende Erläuterung mitgeliefert wird. Vor allem die Umkehr der Kausalität wirkt hier diskriminierend, z. B. wenn ein Mensch als zu lang für ein Bett bezeichnet wird, während in Wirklichkeit das Bett zu kurz für den Menschen ist.
Darüber hinaus ist die Annahme falsch, dass Hochwuchs (1) generell etwas Negatives sei. Auch seine Darstellung als Krankheit trifft nicht zu. Davon zu unterscheiden ist der krankheitsbedingte Hochwuchs (2) und insbesondere der Hochwuchs als Krankheit (3). Zu Verwirrung und Fehleinschätzungen kann es kommen, wenn diese Begrifflichkeiten nicht klar getrennt werden. Beispielsweise ist die Behandlung von Hochwuchs diskriminierend, wenn von Hochwuchs als Körpermerkmal die Rede ist, während sie vollkommen angebracht ist, sofern Hochwuchs als Krankheit oder deren Symptom gemeint ist.

## Ätiologie
Die unterschiedlichen Formen von Hochwuchs sind:
- primordialer (ursprünglicher) Hochwuchs: Körperproportionen normal, Wachstum nicht krankhaft
- neuraler und hormoneller (neurohormonaler) Hochwuchs: durch gestörte Funktion bestimmter Organe und in deren Folge auch des Hormonhaushalts: Hypothalamus (Sotos-Syndrom), Hypophysenvorderlappens (Akromegalie, Berardinelli-Syndrom), Nebennieren, Schilddrüse (Hyperthyreotischer Großwuchs) oder Keimdrüsen (Eunuchoidismus).
- Hochwuchs bei Chromosomen-Veränderungen
- ätiologisch unklare Fehlbildungssyndrome
- Partieller Riesenwuchs: Vergrößerung bestimmter Körperabschnitte (z. B. bei Klippel-Trenaunay-Syndrom, Halbseitenriesenwuchs, Elephantiasis)
- Hochwuchs kann für andere Begleiterkrankungen stehen, die nicht auf den ersten Blick sichtbar sind. So leiden Patienten mit dem sogenannten Marfan-Syndrom nicht nur an einem überdurchschnittlichen Längenwachstum. Sie gehen oft auch mit Fehlbildungen des Herz- und Blutgefäßsystems wie Aussackungen der Aorta (Aneurysma) und Einrissen und Spaltbildung zwischen den Gefäßwänden der Hauptschlagader (Dissektionen) einher. Diese können zu lebensbedrohlichen Komplikationen führen.

Der primordiale Hochwuchs entspricht dem Hochwuchs (1), die übrigen Hochwüchse dem Hochwuchs (2,3).